# S/S Bore (1898)
S/S Bore var ett passagerarfartyg som byggdes 1898 och skrotades 1961. Endast drygt ett år gammal sjönk passagerarfartyget Bore utanför Kapellskär – nyårsafton 1899. Hon bärgades ett år senare. Under första världskriget rekvirerades fartyget av ryssarna för transporter mellan Helsingfors och Petrograd. I april 1918 eldhärjades och sjönk Bore i Hangö. Återigen bärgades hon. Inga förolyckades vid någondera av de bägge förlisningarna. Den 13 januari 1940 ingick S/S Bore I i en konvoj över Ålands hav tillsammans med lastfartygen S/S Anneberg och S/S Hebe. De eskorterades av Aura II, som under denna resa förliste självförvållat. Under sina sista år kryssade Bore på Östersjön, bland annat mellan Mariehamn och Stockholm.